# 信妃
信妃（しんひ、乾隆48年（1783年）3月25日 - 道光2年（1822年）10月13日）は、清の嘉慶帝の妃嬪。姓は劉氏または劉佳氏。もとは漢軍鑲白旗の一族出身だが、元々モンゴル人の一族で、明朝の官僚として仕えた時にのみ漢姓を使用していたと伝えられていたことにより、蒙古鑲白旗に編入することを承認された。父は軽車都尉兼江寧将軍本智。

## 生涯
嘉慶3年（1798年）、八旗選秀により、信貴人に封ぜられ、入宮した。
嘉慶13年（1808年）4月21日，嘉慶帝は皇長孫の誕生を祝し、諴妃劉佳氏を諴貴妃に、吉嬪王氏を荘妃に、信貴人劉佳氏を信嬪に冊封した。
嘉慶20年（1815年）1月、信嬪は病状が悪化し、断食期間中であったため、信嬪が亡くなった際には総管内務府大臣が替わりに葬儀を執り行うよう綸旨をだした。
嘉慶25年（1820年）12月、父帝嘉慶帝の崩御により帝位を継いだ道光帝は信嬪を皇考信妃に尊封した。
道光2年（1822年）10月13日、皇考信妃は薨去した。
翌道光3年（1823年）2月19日、清西陵の妃園寝に陪葬された。

## 伝記資料
- 『清史稿』